# Nanoarte

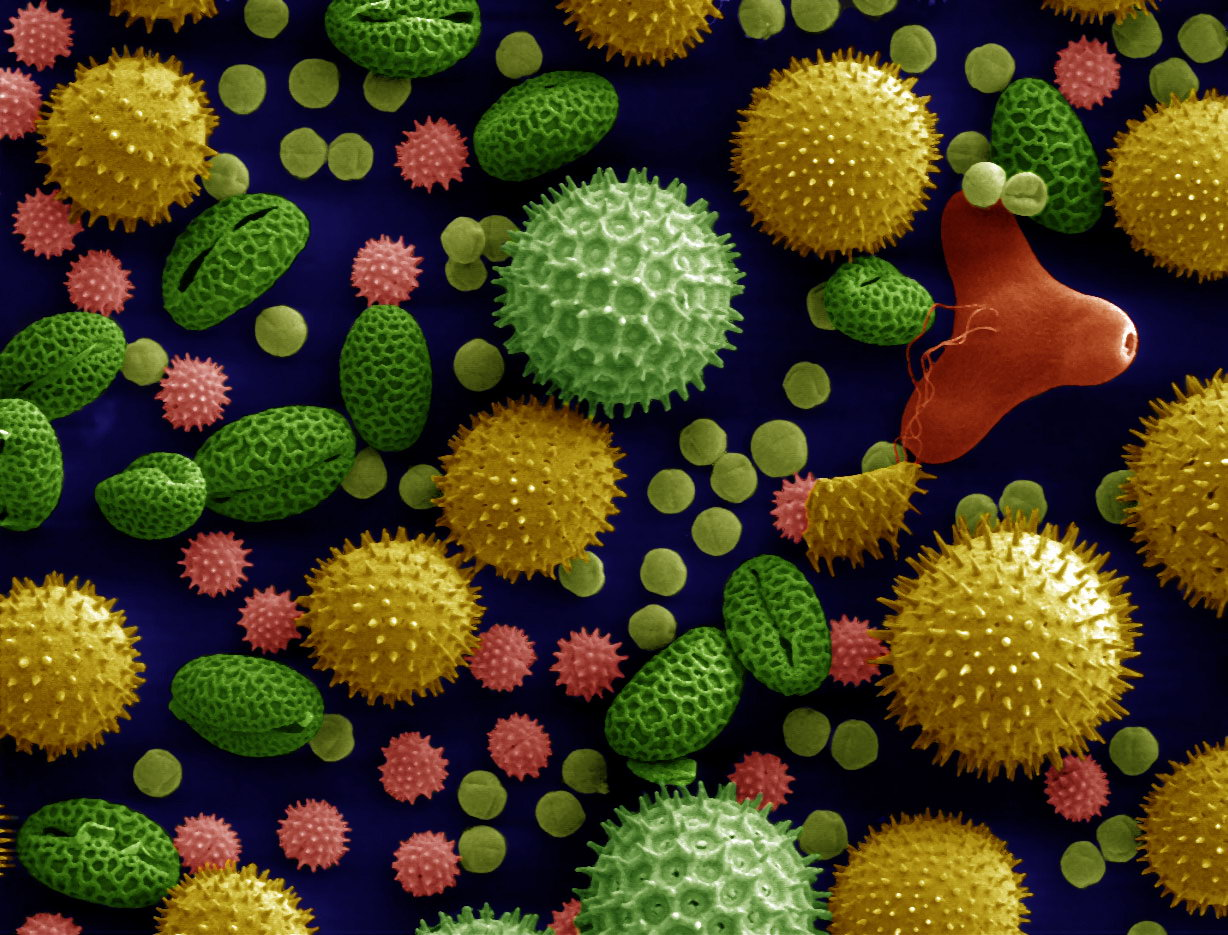
Imagen coloreada de microscopía electrónica de barrido (SEM) del polen de una variedad de plantas comunes: girasol, campanilla, malvarrosa, lirio, prímula y ricino.

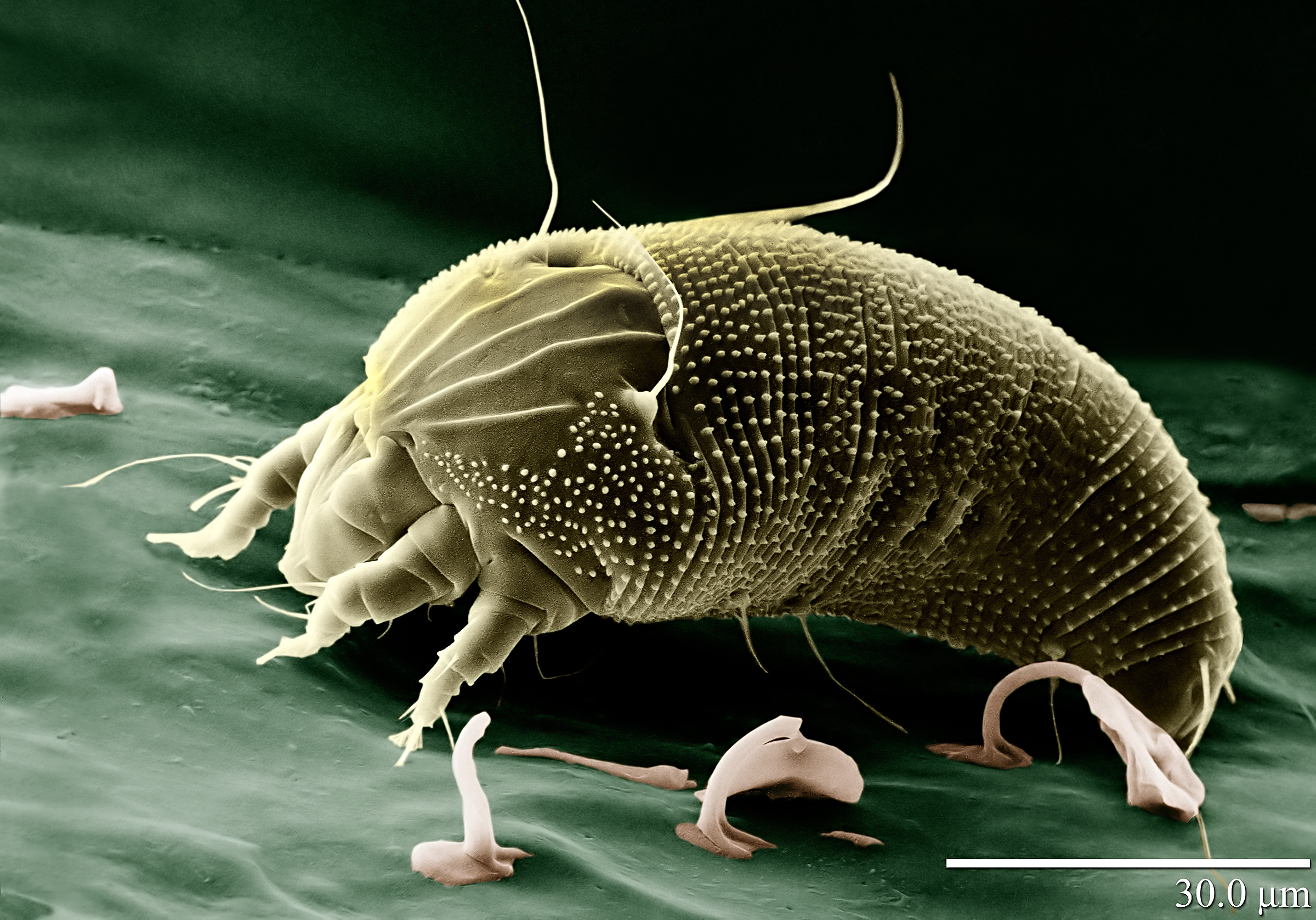
Imagen SEM coloreada de un ácaro del óxido.

Nanoarte es una novedosa disciplina artística relacionada con la ciencia y la tecnología. Representa estructuras naturales o sintéticas con características dimensionadas a escala nanométrica, que se observan mediante técnicas de microscopía electrónica o de sonda de barrido en laboratorios científicos. Las imágenes y películas grabadas en dos o tres dimensiones se procesan para lograr un atractivo artístico y se presentan al público general.
Uno de los objetivos de NanoArt es familiarizar a las personas con los objetos a nanoescala y los avances en su síntesis y manipulación. NanoArt se ha presentado en exposiciones de arte tradicionales de todo el mundo. Además, en la década de 2000 se lanzaron concursos en línea, como la exposición “NANO” de 2003 en el Museo de Arte del Condado de Los Ángeles y “Nanomandala”, las instalaciones de 2004 y 2005 en Nueva York y Roma de Victoria Vesna y James Gimzewski,  y la sección periódica "La ciencia como arte" lanzada en la Reunión de la Sociedad de Investigación de Materiales de 2006.  
Un ejemplo característico de nanoarte es A Boy and His Atom, una película animada stop-motion de un minuto de duración creada en 2012 por IBM Research a partir de 242 imágenes de tamaño 45×25. nm, los cuales fueron registrados con un microscopio de efecto túnel. La película cuenta la historia de un niño y un átomo descarriado que se conocen y se hacen amigos. La película fue aceptada en el Tribeca Online Film Festival y proyectada en el New York Tech Meet-up y en el World Science Festival.
A principios de 2007, se creó un libro Teeny Ted de Turnip Town en la Universidad Simon Fraser de Canadá utilizando un haz de iones de galio con un diámetro de ~7 nanómetros. El libro contiene 30 páginas basadas en silicio con un tamaño de 0,07×0,10. milímetros; fue publicado en 100 ejemplares y tiene ISBN.
En 2015, Jonty Hurwitz fue pionero en una nueva técnica para crear nanoesculturas utilizando litografía multifotónica y fotogrametría. Su obra Trust fue preparada en colaboración con el Instituto Tecnológico de Karlsruhe y estableció un récord mundial Guinness como la "escultura más pequeña de una forma humana". 